# Bernt Magnusson
Bernt Magnusson, född 1941, är en svensk företagsledare.
Magnusson räknas till den så kallade "Björnligan" av tidigare adepter till Björn Wahlström. Han har framför allt arbetat med stora omstruktureringar av flera företag, såsom SCA, Swedish Match och Nordstjernan AB.
Magnusson blev styrelseordförande i Skandia 2004, och lämnade posten 2005 till följd av oenighet kring Old Mutuals bud på företaget.